# Årøysund
Årøysund est une localité de la municipalité de Færder, dans le comté de Vestfold et Telemark, en Norvège.

## Description
Årøysund est situé près de l'Oslofjord extérieur sur le côté sud-est de Nøtterøy. Le détroit du même nom sépare Nøtterøy de Nordre Årøy et Søndre Årøy.
Årøysund est une station balnéaire et une partie des habitations ne sont utilisées qu'à des fins de loisirs et sont rarement utilisées pendant les mois d'hiver.